# Hyposemansis lasiophora
Hyposemansis lasiophora là một loài bướm đêm trong họ Erebidae.